# グレタ たったひとりのストライキ
『グレタ たったひとりのストライキ』（スウェーデン語: Scener ur hjärtat）は、スウェーデンのオペラ歌手のマレーナ・エルンマン、その夫のスヴァンテ・トゥーンベリ、彼らの娘で気候活動家のグレタ・トゥーンベリとベアタ・エルンマンによる2018年の書籍である。いくつかの小章に分かれる3つの大きな章で構成され、冒頭ではワーナー・アスペンストロームの詩集『Ty』から詩『Elegi』が引用されている。本書は自伝として書かれている。
本書は歌手活動のためにヨーロッパを回るマレーナ・エルンマンとその家族を追っている。長女グレタが学校ストライキを始めるまでの背景と家庭環境、アスペルガー症候群と診断された事についての詳細が記されている。また次女のベアタの注意欠陥・多動性障害（ADHD）、姉妹たちの診断に対する家族の葛藤も取り上げられている。本の中でマレーナはアスペルガーやADHDは「ハンディキャップ」ではなく「スーパーパワー」であると結論づけている。
スウェーデン語の初版ではマレーナ・エルンマンとスヴァンテ・トゥーンベリが著者としてクレジットされていた。その後の新版ではグレタがトップクレジットされ、ドイツ語版などでは表紙にグレタの写真が掲載された。さらにポール・ノーレンとサスキア・ヴォーゲル訳による英語版では娘たちの寄稿が追加された上に家族全員が著者としてクレジットされ、『Our House Is on Fire: Scenes of a Family and a Planet in Crisis』という題でペンギン・ブックスより2020年3月5日に出版された。

## 関連文献
- Lambeck, Petra (2019年5月3日). “Family memoir explores childhood of climate activist Greta Thunberg”. Deutsche Welle
- Witzek, Elena (May 3, 2019). Das Buch der Thunbergs : Die Welt schien auf sie gewartet zu haben, Frankfurter Allgemeine
- Hecking, Claus (April 30, 2019). Greta-Thunberg-Buch Das Leben einer Familie gerät außer Kontrolle, Spiegel Online
- Mitchell, David (2020年3月4日). “Our house is on fire by Greta Thunberg et al review – a family and planet in crisis”. The Guardian (London, United Kingdom). ISSN 0261-3077